# Esta Es Mi Vida
Esta Es Mi Vida é o primeiro álbum de estúdio da dupla de cantores mexicanos Jesse & Joy. Foi lançado no dia 25 de junho de 2006. O álbum contém cinco singles: "Espacio Sideral", "Ya No Quiero", "Volveré", "Llegaste Tú" e "Somos Lo Que Fue". O primeiro alcançou a primeira posição em muitas estações de rádio e tornou-se muito popular.
Em 29 de agosto de 2007 o álbum recebeu uma nomeação do Grammy Latino por ser o melhor álbum vocal de uma dupla.
Em fevereiro de 2008, a AMPROFON deu ao álbum uma certificação de ouro pelas mais de 50.000 cópias vendidas no México. Depois disso, promoveram seu álbum na América Central e Estados Unidos. Atualmente é disco de platina no México.

## Versões
O CD original conta com 12 canções gravadas em estúdio. O EP Esta Es Mi Vida (Versión Espacial) contém as mesmas faixas do CD original, mas além disso, conta com os quatro primeiros singles do álbum em uma versão espacial.
O segundo EP, Esta Es Mi Vida (Sesiones) conta com o single Esto Es Lo Que Soy, mais três músicas inéditas da banda e uma das músicas originais da versão de estúdio. Também contém os seis singles da banda até o momento e a música homônima do álbum, todas em versão ao vivo.

## Faixas
| N.º | Título                         | Compositor(es) | Duração |  |
| 1.  | "Dulce Melodía"                | Jesse & Joy    | 3:48    |  |
| 2.  | "Nadie Podrá"                  | Jesse & Joy    | 3:46    |  |
| 3.  | "Espacio Sideral"              | Jesse & Joy    | 3:42    |  |
| 4.  | "Llegaste Tú"                  | Jesse & Joy    | 4:05    |  |
| 5.  | "Cielo Azul"                   | Jesse & Joy    | 2:58    |  |
| 6.  | "Ya No Quiero"                 | Jesse & Joy    | 3:28    |  |
| 7.  | "Mi Sol"                       | Jesse & Joy    | 3:31    |  |
| 8.  | "Quiero Conocerte"             | Jesse & Joy    | 3:47    |  |
| 9.  | "Volveré"                      | Jesse & Joy    | 3:50    |  |
| 10. | "Esta Es Mi Vida"              | Jesse & Joy    | 3:18    |  |
| 11. | "Somos Lo Que Fue"             | Jesse & Joy    | 4:11    |  |
| 12. | "Ser o Estar (Si Tú No Estás)" | Jesse & Joy    | 3:22    |  |

| Esta Es Mi Vida (Versión Espacial) |                                      |                |         |  |
| N.º                                | Título                               | Compositor(es) | Duração |  |
| 1.                                 | "Dulce Melodía"                      | Jesse & Joy    | 3:48    |  |
| 2.                                 | "Nadie Podrá"                        | Jesse & Joy    | 3:46    |  |
| 3.                                 | "Espacio Sideral"                    | Jesse & Joy    | 3:42    |  |
| 4.                                 | "Llegaste Tú"                        | Jesse & Joy    | 4:05    |  |
| 5.                                 | "Cielo Azul"                         | Jesse & Joy    | 2:58    |  |
| 6.                                 | "Ya No Quiero"                       | Jesse & Joy    | 3:28    |  |
| 7.                                 | "Mi Sol"                             | Jesse & Joy    | 3:31    |  |
| 8.                                 | "Quiero Conocerte"                   | Jesse & Joy    | 3:47    |  |
| 9.                                 | "Volveré"                            | Jesse & Joy    | 3:50    |  |
| 10.                                | "Esta Es Mi Vida"                    | Jesse & Joy    | 3:18    |  |
| 11.                                | "Somos Lo Que Fue"                   | Jesse & Joy    | 4:11    |  |
| 12.                                | "Ser o Estar (Si Tú No Estás)"       | Jesse & Joy    | 3:22    |  |
| 13.                                | "Espacio Sideral (Versión espacial)" | Jesse & Joy    | 4:19    |  |
| 14.                                | "Ya No Quiero (Versión espacial)"    | Jesse & Joy    | 3:45    |  |
| 15.                                | "Volveré (Versión espacial)"         | Jesse & Joy    | 4:13    |  |
| 16.                                | "Llegaste Tú (Versión espacial)"     | Jesse & Joy    | 4:13    |  |

| Esta Es Mi Vida (Sesiones) |                                        |                |         |  |
| N.º                        | Título                                 | Compositor(es) | Duração |  |
| 1.                         | "Esto Es Lo Que Soy"                   | Jesse & Joy    | 3:47    |  |
| 2.                         | "Sapo Azul"                            | Jesse & Joy    | 3:29    |  |
| 3.                         | "Ser o Estar"                          | Jesse & Joy    | 2:54    |  |
| 4.                         | "U Rock"                               | Jesse & Joy    | 3:56    |  |
| 5.                         | "Ironic"                               | Jesse & Joy    | 4:15    |  |
| 6.                         | "Espacio Sideral (Ao vivo)"            | Jesse & Joy    | 4:34    |  |
| 7.                         | "Ya No Quiero (Ao vivo)"               | Jesse & Joy    | 4:33    |  |
| 8.                         | "Llegaste Tú (Ao vivo)"                | Jesse & Joy    | 4:31    |  |
| 9.                         | "Somos Lo Que Fue (Ao vivo)"           | Jesse & Joy    | 5:56    |  |
| 10.                        | "Esta Es Mi Vida (Ao vivo)"            | Jesse & Joy    | 4:09    |  |
| 11.                        | "Volveré/Esto Es Lo Que Soy (Ao vivo)" | Jesse & Joy    | 8:25    |  |

## Paradas

### Álbum
| Lista            | Posição |
| ---------------- | ------- |
| Latin Pop Albuns | 17      |
| Top 100 México   | 17      |

### Singles
| Título          | Posição | Posição    | Posição           |
| Título          | Latino  | Pop Latino | Chile Top Singles |
| --------------- | ------- | ---------- | ----------------- |
| Espacio Sideral | 35      | 15         | 67                |
| Ya No Quiero    | —       | 40         | 36                |
| Llegaste Tú     | 32      | 12         | 3                 |